# مین گوجه‌ای
به مین ضد نفر VS 50 و TS 50، اصطلاحاً مین گوجه‌ای می‌گویند. این مین‌ها از لحاظ ظاهر به هم شباهت داردند

این مین یکی از پرکاربردترین مین‌های ضد نفر در طی جنگ ایران و عراق بوده‌است.

## مین ضد نفر گوجه‌ای TS 50
مشخصات
نام اصلی: تی اس پنجاه-TS 50
نام متداول: گوجه ای
کشور سازنده: ایتالیا
جنس بدنه: پلاستیک
رنگ بدنه: زیتونی، سبز، کرم
خرج اصلی: آر.دی. اکس(RDX) در نمونه‌هایی دیگر خرج پتن(PTEN) نیز مشاهده شده‌است.
خرج کمکی: ندارد
نوع ماسوره: فشاری سرخود

## مختصات
شکل ظاهری: استوانه کوتاه
اندازه و ابعاد: ارتفاع ۵ /۴ سانتیمتر، قطر ۹ سانتیمتر
وزن کل: ۱۹۰ گرم
وزن خرج اصلی: ۵۴ گرم
وزن خرج کمکی: ____
وزن چاشنی: ۲ گرم
تعداد چاشنی: یک عدد انفجاری
نیروی لازم جهت عملکرد: ۸ تا ۱۳ کیلوگرم
اثر و قدرت انفجار: این مین پس از انفجار، اجسام اطراف خود را به صورت ترکش درمی‌آورد.
شعاع خطرناک: ۸ تا ۱۰ متر
شعاع تأمین: ۲۰ تا ۳۰ متر
ساختمان مین
1. بدنه مین که از سه قسمت فوقانی، میانی و تحتانی تشکیل شده‌است که دو قسمت فوقانی و تحتانی به قسمت میانی بسته می‌شود.
2. صفحه فشار که در درون آن یک لایه فلز جهت انتقال فشار بکار برده شده‌است.
3. خرج اصلی
4. چاشنی انفجاری و محفظه مربوطه
5. درپوش چاشنی که در حالت آکبند در روی مین وجود دارد تا از رها شدن سوزن جلوگیری نماید.
6. ضامن (صفحه ایی) پلاستیکی که بر روی سطح فوقانی مین قرار می‌گیرد.
7. ماسوره که دارای اجزای زیر می‌باشد:

- محافظ لاستیکی فنر
- صفحه کوچک روی فنر که موجب انتقال فشار از صفحه فشار به وزن می‌شود.
- فنر سوزن
- محافظ سوزن
- سوزن که در درون محافظ قرار گرفته
- دو عدد ساچمه که در طرفین محافظ سوزن قرار دارند.
- بادکنک ماسوره و درپوش آن که باعث بحرکت درآوردن نگهدارنده ساچمه‌ها می‌شود.
- نگهدارنده ساچمه‌ها که در داخل آن دو شیار حکاکی شده‌است و بر اثر کمی چرخش این شیارها رو به روی ساچمه‌ها قرار می‌گیرد و ساچمه‌ها درون آن جای می‌گیرند.
- فنر نگهدارنده ساچمه‌ها که بعد از عمل ماسوره، مجدداً نگهدارنده ساچمه‌ها را به جای خود در قسمت روبروی بادکنک قرار می‌دهد. (البته در صورت نداشتن چاشنی)
- نگهدارنده پلاستیکی ماسوره که در روی خرج اصلی قرار دارد.

## سیستم آتش
هنگامی که فشاری معادل ۸ تا ۱۰ کیلوگرم به صفحه فشار مین وارد شود؛ فشار وارده به صفحه فشار، توسط صفحه کوچک انتقال فشار به فنر منتقل می‌گردد و فنر را جمع می‌کند، از طرفی بر اثر پایین آمدن صفحه فشار هوای درون مین به درون بادکنک رفته و آن را باد می‌کند، باد شدن بادکنک موجب به حرکت درآمدن نگهدارنده ساچمه‌ها شده و بر اثر این حرکت شیارهای داخل نگهدارنده به مقابل ساچمه‌ها رسیده و ساچمه‌ها توسط فشار سوزن (که توسط فنر به سوزن وارد می‌شود) به درون شیارها رفته و جلوی حرکت سوزن باز می‌شود و سوزن توسط فنر که در پشت آن جمع شده‌است به طرف چاشنی هدایت می‌گردد، ضربه سوزن باعث انفجار چاشنی و در نتیجه خرج اصلی منفجر می‌شود.

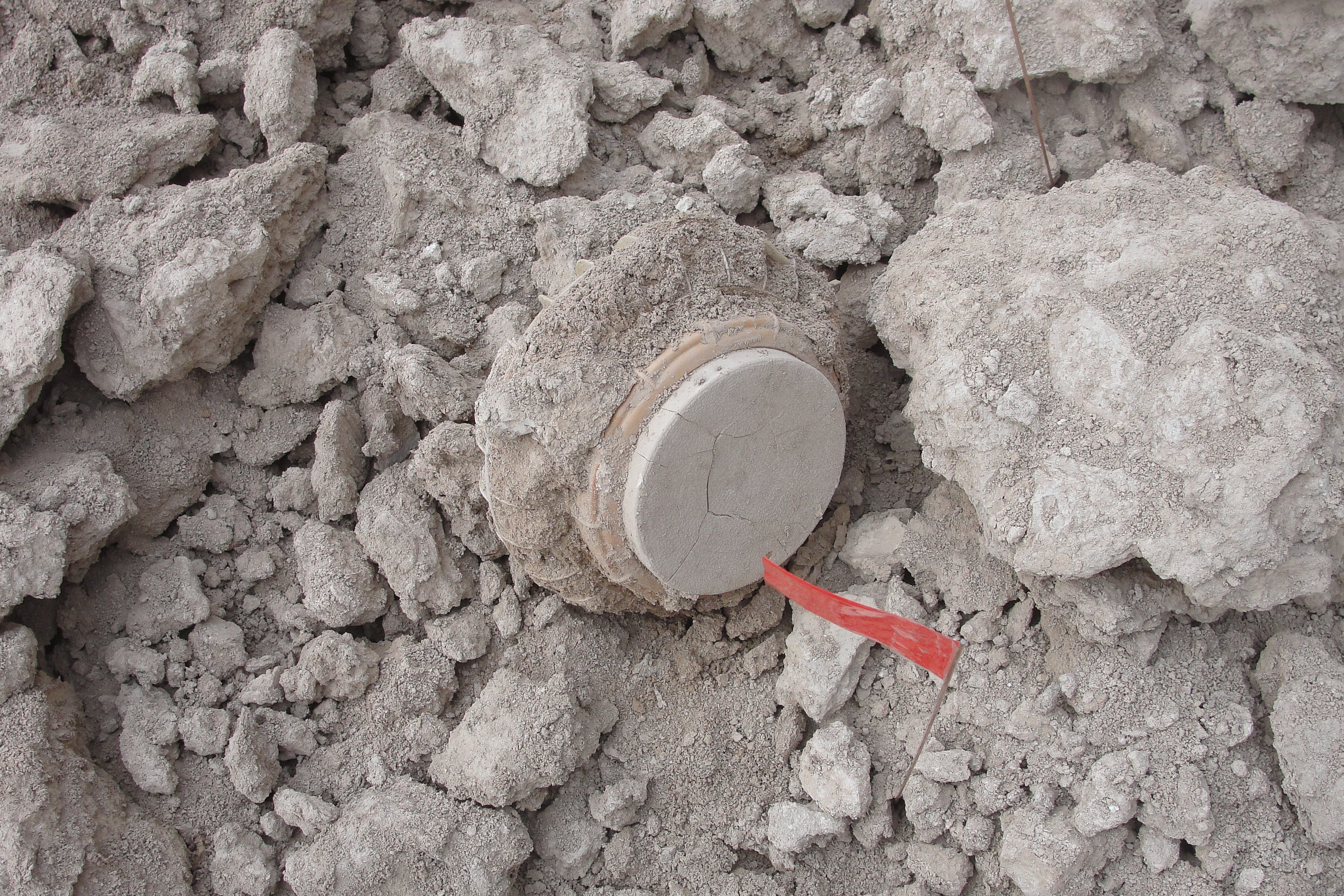
مین ضد نفر TS 50 کشف شده در منطقه شلمچه خوزستان
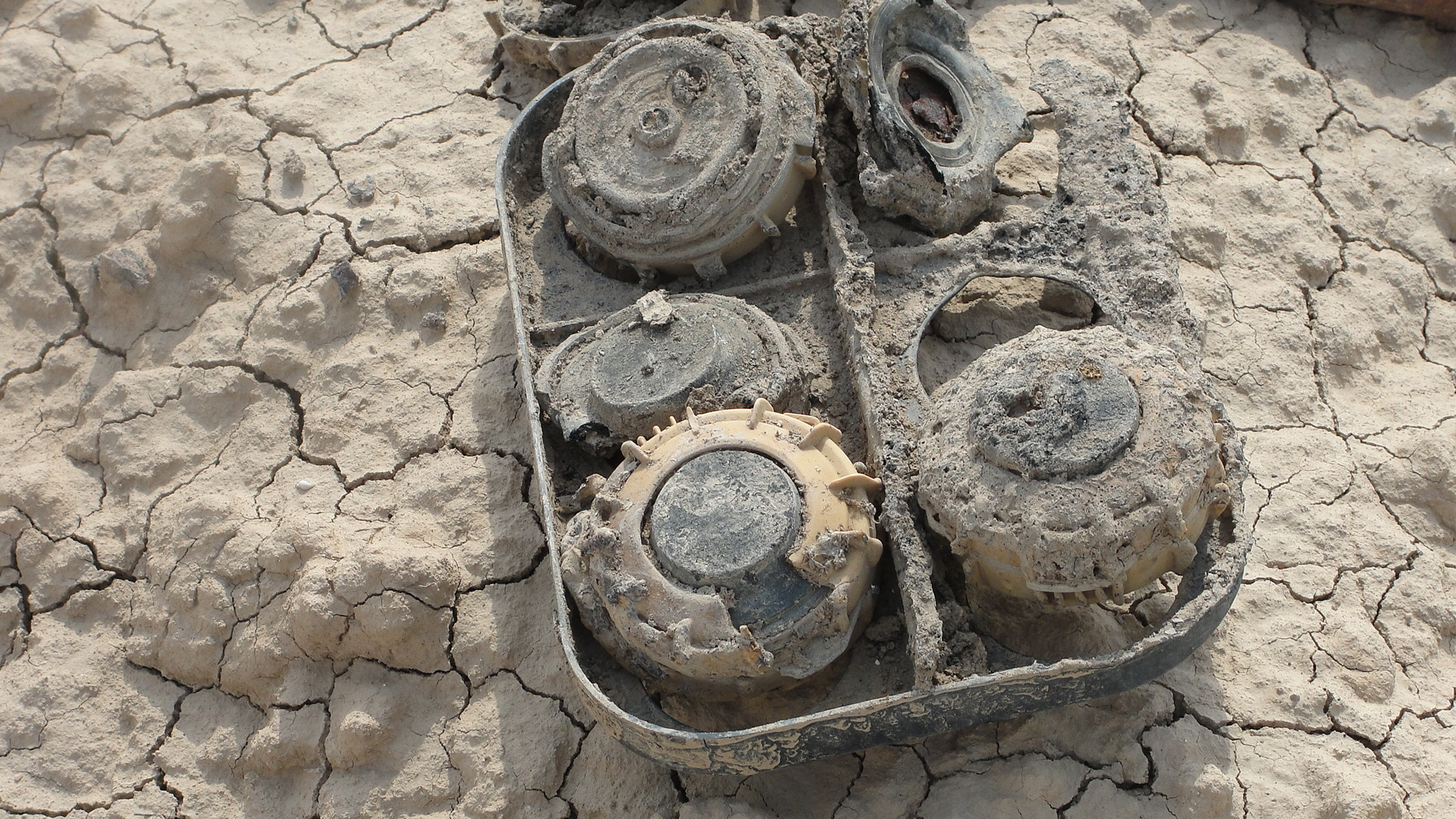
مین ضد نفر VS 50 کشف شده در منطقه شلمچه خوزستان